# Pseudohyaleucerea splendens
Pseudohyaleucerea splendens là một loài bướm đêm thuộc phân họ Arctiinae, họ Erebidae.